# Pseudonestor
Genre
Pseudonestor est un genre monotypique de passereaux de la famille des fringillidés. Il est endémique de l'île de Maui dans l'archipel d'Hawaï.

## Liste des espèces
Selon la classification de référence du Congrès ornithologique international (version 6.4, 2016) :
- Pseudonestor xanthophrys Rothschild, 1893 — Pseudonestor de Maui, Drépanide perroquet, Pseudokea, Psittirostre de Maui